# رزمجوی
رزمجوی (پارسی میانه: Razmayōδ) یکی از نجیب‌زادگان ساسانی در سده سوم میلادی، در زمان حکومت شاپور یکم بود.

## زندگی

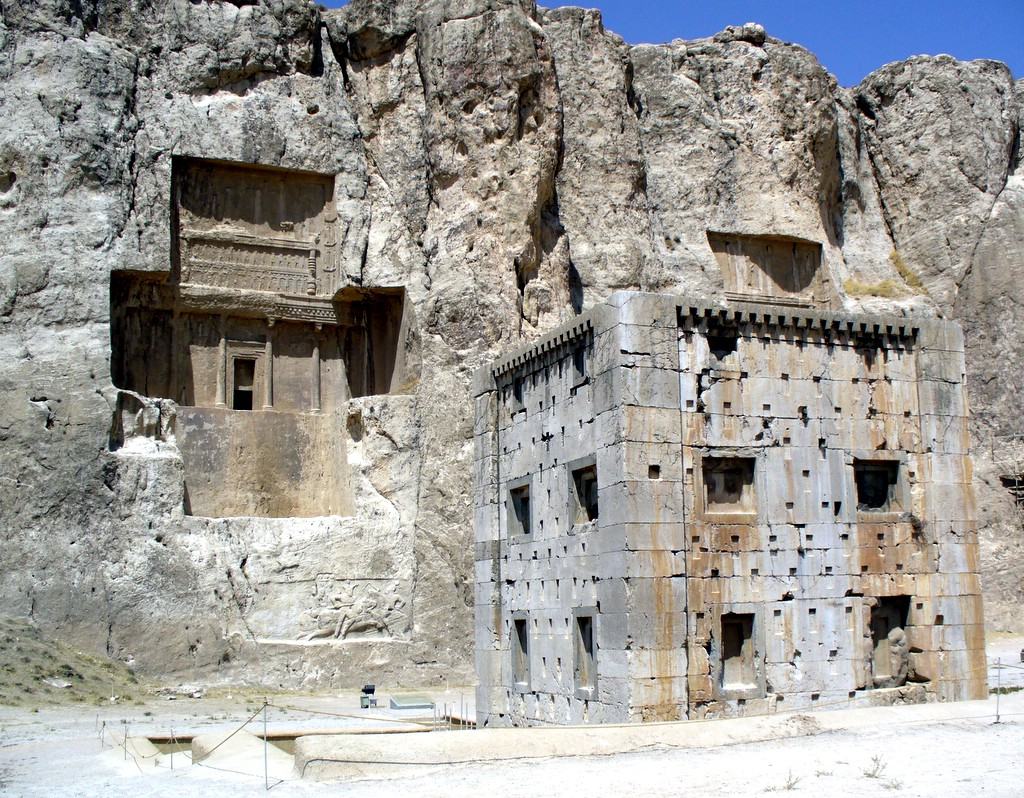
کعبه زرتشت، جایی که سنگ‌نوشته شاپور یکم حک شده‌است

از او در سنگ‌نوشته شاپور یکم، بر کعبه زرتشت یاد شده‌است. او در این سنگ‌نوشته در میان ۶۷ نجیب‌زاده در رتبهٔ بیست‌ونهم قرار دارد. به گفتهٔ سنگ‌نوشته او برادر پابش پیروزشاپور و پسر فردی به نام شنبید بود.